# Þingvellir
Vous lisez un « article de qualité » labellisé en 2017.
Þingvellir (parfois retranscrit Thingvellir), toponyme islandais signifiant littéralement « plaines du Parlement », est un site historique et un parc national du sud-ouest de l'Islande, non loin de la capitale, Reykjavik.
Le nom désigne une plaine entourée des volcans des Hautes Terres. Cette plaine est une dépression correspondant à un graben résultant de l'ouverture de la lithosphère océanique le long de la dorsale médio-atlantique, à la frontière entre les plaques tectoniques nord-américaine et eurasienne. Les failles de ce graben sont particulièrement visibles dans le paysage, dont en particulier Almannagjá, la plus connue. Une grande partie de la plaine est couverte par les forêts appelées Þingvallaskógar, l'une des plus vastes zones boisées du pays. Au sud de la plaine s'étend le Þingvallavatn, plus grand lac d'Islande, célèbre pour ses eaux limpides.
Ces paysages ont été le théâtre d'événements qui constituent le cœur de l'histoire de la nation islandaise. En effet, la plaine, et en particulier la zone à proximité de la faille Almannagjá, est le lieu originel de rassemblement d'un des plus vieux parlements du monde, l'Alþing, qui y fut fondé dès 930, moins d'un siècle après le début de la colonisation de l'Islande. Ce site est ainsi le témoin des grands changements qui ont affecté l'île, dont en particulier la christianisation du pays en l'an 1000, mais aussi les conflits politiques à partir de la fin du XIIe siècle conduisant à un transfert progressif du pouvoir vers les grands royaumes scandinaves (Norvège puis Danemark) jusqu'à la dissolution totale de l'assemblée à la fin du XVIIIe siècle. Si l'assemblée ne fut jamais restaurée à Þingvellir, le site reprit rapidement de l'importance comme symbole du nationalisme islandais lors du mouvement indépendantiste du XIXe siècle. En 1930, lors des célébrations du millénaire du parlement, ce site historique est déclaré premier parc national du pays et le 17 juin 1944, c'est ici que la république et la fin de l'union dano-islandaise sont proclamées. Le parc national est inscrit sur la liste du patrimoine mondial de l'UNESCO en 2004.
Þingvellir est aujourd'hui l'un des sites touristiques majeurs du pays, les visiteurs venant observer les vestiges du parlement ainsi que la nature singulière de la région. Le site est souvent combiné à la visite de la cascade Gullfoss et du champ géothermique de Geysir, dans un circuit appelé le Cercle d'or.

## Géographie

### Localisation

Carte du parc national de Þingvellir.

Þingvellir est situé dans le Sud-Ouest de l'Islande, dans la municipalité de Bláskógabyggð de la région Suðurland, à environ 50 km au nord-est de Reykjavik et donc de la majorité de la population islandaise. La principale route d'accès est la Route 36 qui relie le site à la capitale Reykjavik. Þingvellir est protégé par le parc national de Þingvellir, d'une superficie de 237 km2 ainsi qu'en tant que site du patrimoine mondial pour une superficie de 92,7 km2, correspondant à la taille du parc national au moment de la nomination. Le site de l'ancien parlement se trouve à proximité de la faille d'Almannagjá, au sud-ouest de la plaine.

### Relief
Les plaines de Þingvellir sont une dépression d'origine tectonique d'une altitude d'environ une centaine de mètres. Cette cuvette est entourée de toutes parts par des sommets allant jusqu'à un peu plus de 1 000 m d'altitude. Certains sommets sont situés dans le parc national, tels que le Búrfell (783 m), le Syðstasúla (1 093 m, le massif de Botnssúlur), l'Ármannsfell (764 m) et la Hrafnabjörg (763 m). La principale caractéristique du site est qu'il est parcouru de nombreuses failles saillantes, comme de larges cicatrices dans le paysage. Elles sont parallèles et orientées essentiellement selon un axe sud-ouest-nord-est. Elles sont principalement réparties en deux groupes, de part et d'autre de la plaine, de pendage opposé. La faille la plus connue est l'Almannagjá, qui est la plus marquée à l'ouest de la plaine. Elle est longue de 7,7 km et d'une profondeur maximale de 40 m. Sa correspondante à l'est de la plaine est la Hrafnagjá, d'une longueur de 11 km et d'une profondeur maximale de 30 m.

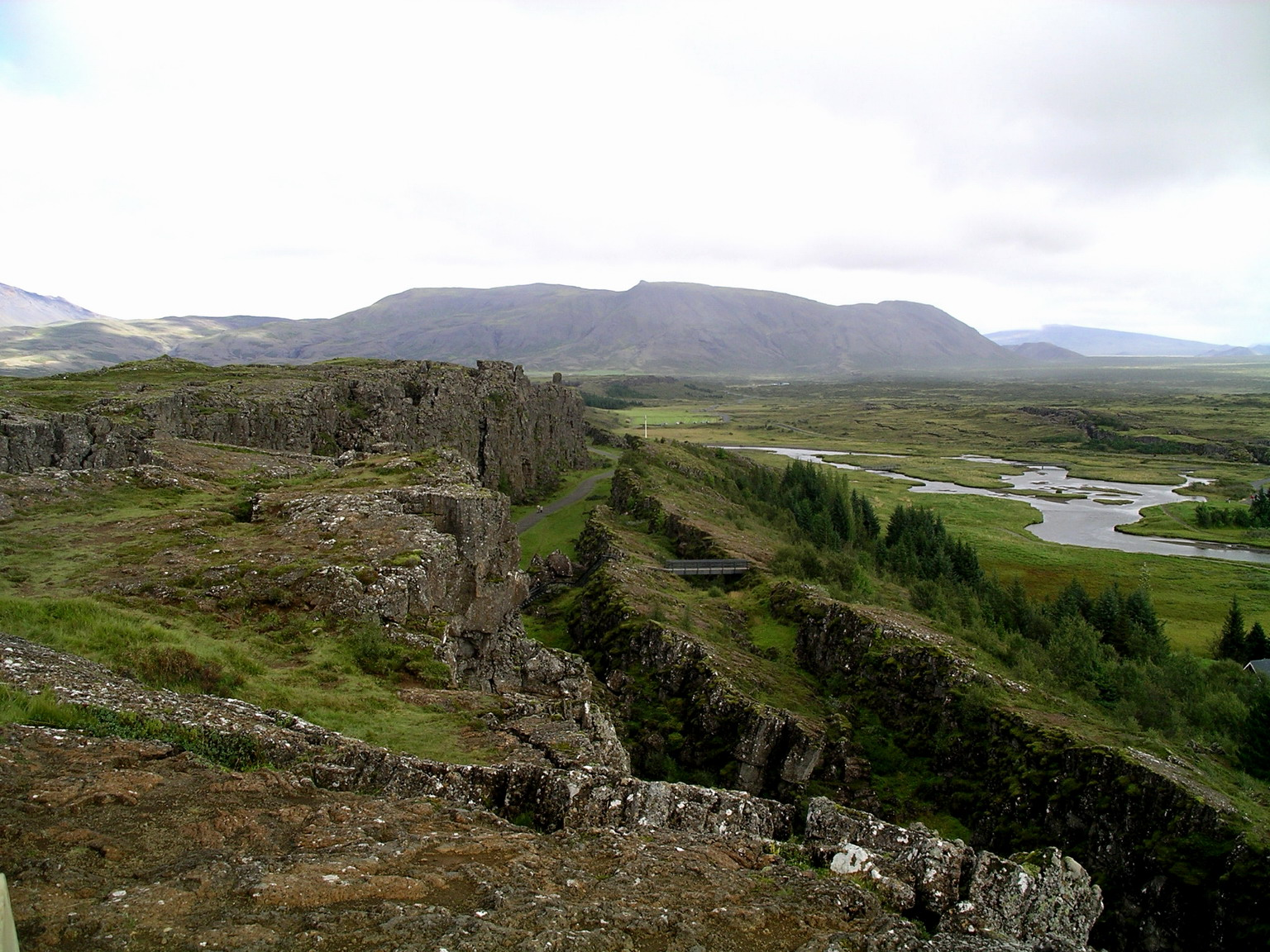
La faille Almannagjá et Ármannsfell à l'arrière-plan.
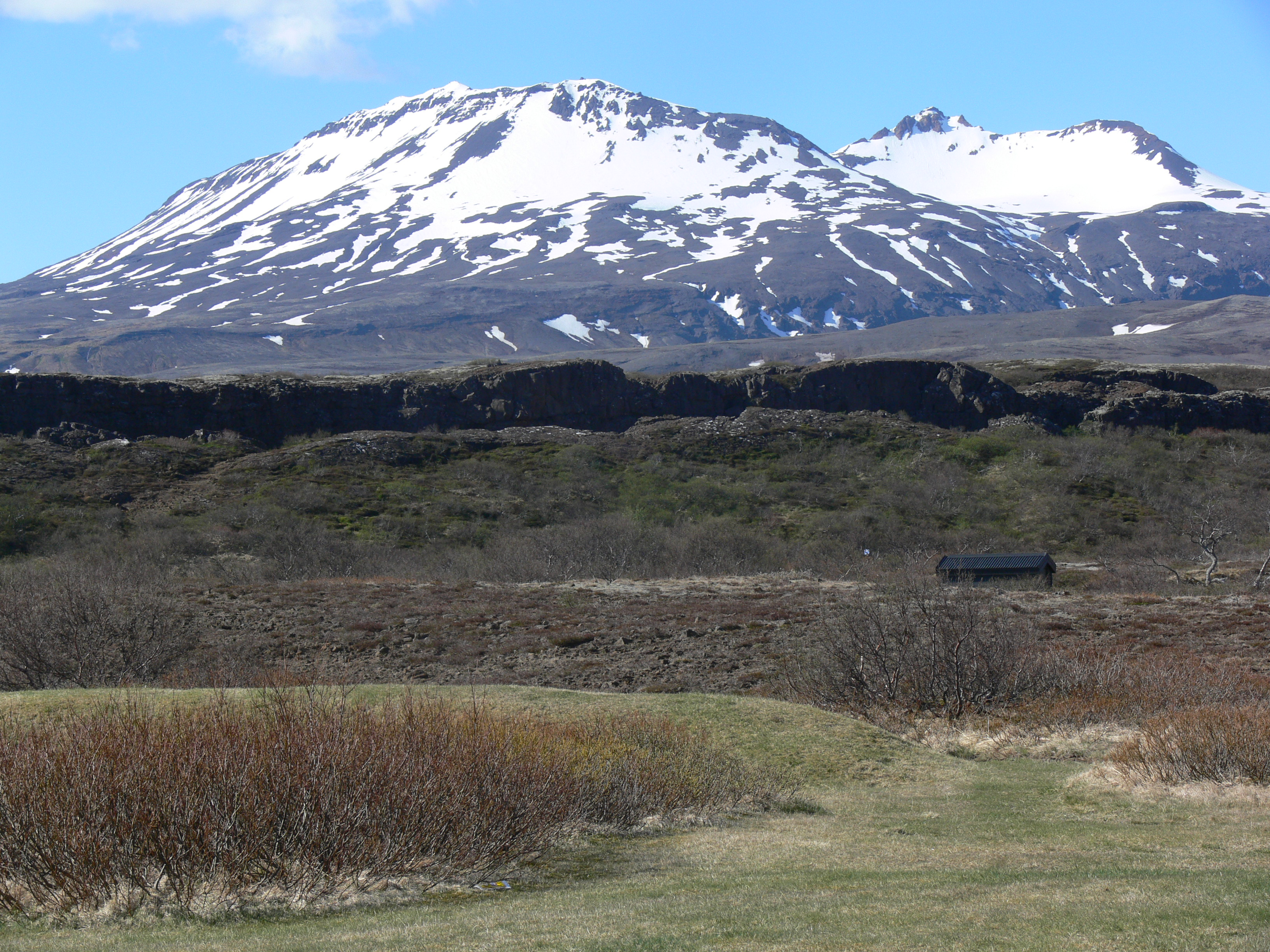
Massif de Botnssúlur derrière Almannagjá

### Climat
La zone de Þingvellir est dans un climat tempéré humide (Cfc selon la classification de Köppen). Les températures y sont sensiblement inférieures à celles de la côte (par exemple Reykjavik) du fait de l'altitude (un peu plus de 100 m) et de l'éloignement des côtes. Elles sont souvent très variables, particulièrement en hiver, ce qui est lié au fait que l'Islande se situe au point de rencontre des masses chaudes du Gulf Stream et des masses froides du courant du Groenland oriental. La région de Þingvellir est entourée de plusieurs montagnes qui, du fait de l'effet de foehn, reçoivent d'importantes quantités de précipitations annuelles (allant jusqu'à 3 000 mm). Elles sont moins importantes à Þingvellir même, mais restent néanmoins supérieures à celles des côtes. En hiver, les précipitations ont souvent lieu sous forme neigeuse, mais les importantes variations de température induisent parfois des dégels même en plein hiver.
| Mois                     | jan. | fév. | mars | avril | mai | juin | jui. | août | sep. | oct. | nov. | déc. | année |
| ------------------------ | ---- | ---- | ---- | ----- | --- | ---- | ---- | ---- | ---- | ---- | ---- | ---- | ----- |
| Température moyenne (°C) | −2,4 | −1,8 | −0,9 | 2     | 5,5 | 8,2  | 10,1 | 9,5  | 6,3  | 3,1  | −1   | −2,4 | 3     |
| Précipitations (mm)      | 129  | 110  | 116  | 92    | 74  | 72   | 77   | 102  | 125  | 162  | 146  | 135  | 1 340 |

### Hydrographie

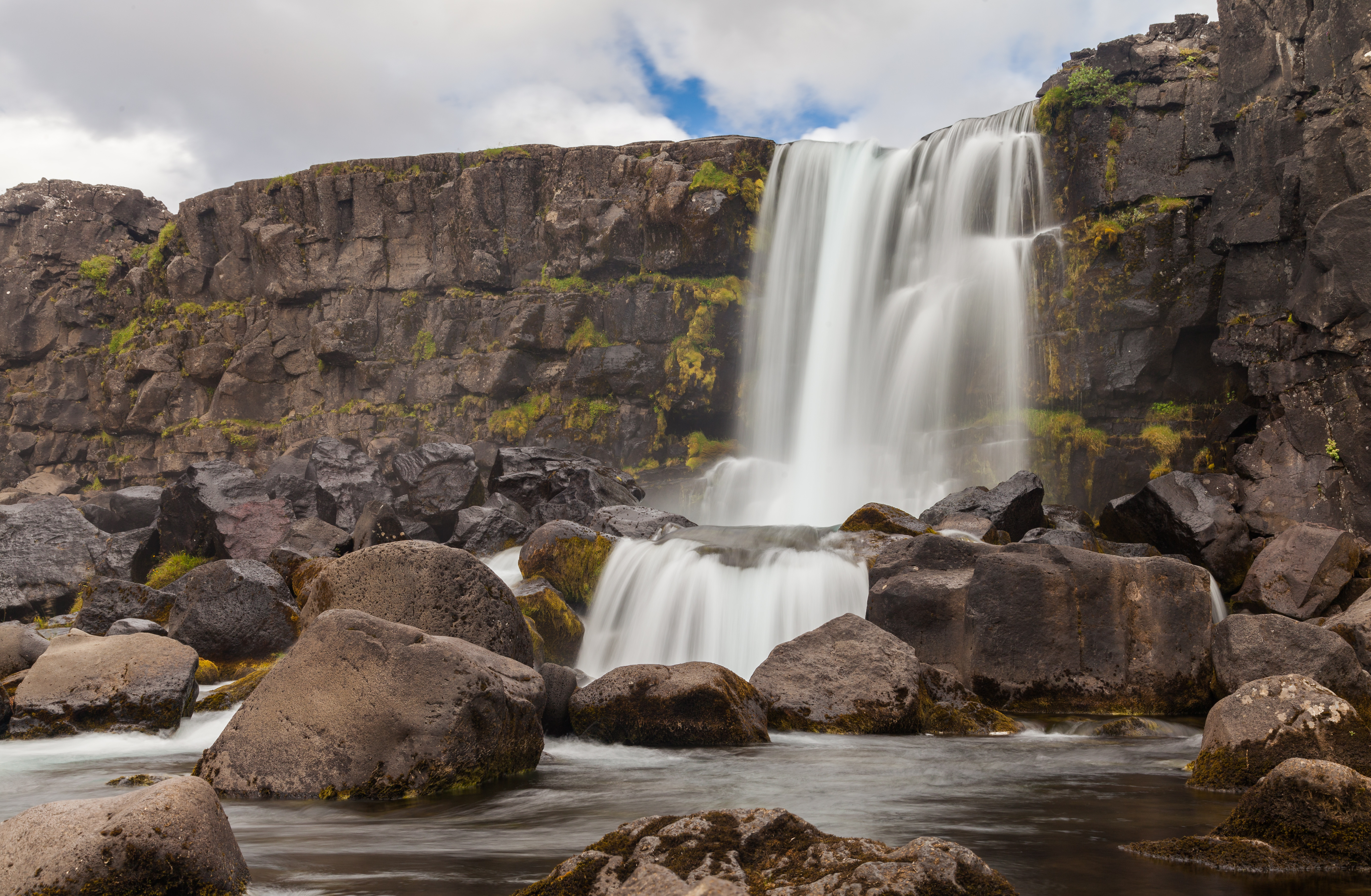
La chute Öxarárfoss.

La principale rivière du site est la rivière Öxará (« la rivière de la hache »), dont la majeure partie du cours se situe à l'intérieur des frontières du parc national. Cette rivière possède un débit modéré (environ 4 m3/s) et est principalement connue grâce à la Öxarárfoss, une cascade qu'elle forme en entrant dans la faille d'Almannagjá. Elle se jette ensuite dans le lac Þingvallavatn, juste au sud de Þingvellir, qui, avec une superficie de 83 km2, est le plus grand lac naturel d'Islande. Ce lac, d'une profondeur maximale de 114 m, est principalement alimenté par des sources souterraines (environ 90 % des 100 m3/s qui alimentent le lac). En effet, le sol islandais étant majoritairement un champ de lave, l'eau parvient facilement à s'y infiltrer. Des études isotopiques ont montré que l'eau de ces sources provient du glacier Langjökull, à 50 km au nord du lac, tout comme l'eau alimentant les sources chaudes de Nesjavellir, au sud du lac. Les eaux, en traversant la lave, sont filtrées par celle-ci, ce qui explique l'exceptionnelle limpidité de l'eau du lac.

## Géologie

### Volcanisme

Carte du système volcanique de l'Islande.

Comme le reste de l'Islande, le substratum de la région est composé de roches volcaniques. Dans le cas de Þingvellir, le volcanisme est toujours actif, étant situé au cœur de la zone ouest du système volcanique islandais (cf. carte ci-contre), sur plusieurs systèmes volcaniques en activité : le Hengill au sud-ouest, Hrómundartindur au sud et un troisième à l'est autour des Kálfstindar. Les plus anciennes laves au sein du parc national se trouvent autour des monts Búrfell et Syðstasúla, datant de 1,8 Ma. Ensuite, les monts Búrfell et Syðstasúla eux-mêmes ont été formés alors que la région était couverte de glace, ce qui est indiqué par la formation de hyaloclastite en superficie. Seul Syðstasúla parvint à percer l'épaisseur de glace, formant un tuya, même si l'érosion glaciaire en a depuis altéré l'apparence. Durant la glaciation de Weichsel apparurent à leur tour l'Ármannsfell et la Hrafnabjörg, formant tous deux des tuyas, mais ceux-ci ont pu garder leur profil caractéristique. Cette dernière glaciation a aussi laissé des moraines, qui ont été initialement responsables de la formation du lac Þingvallavatn.

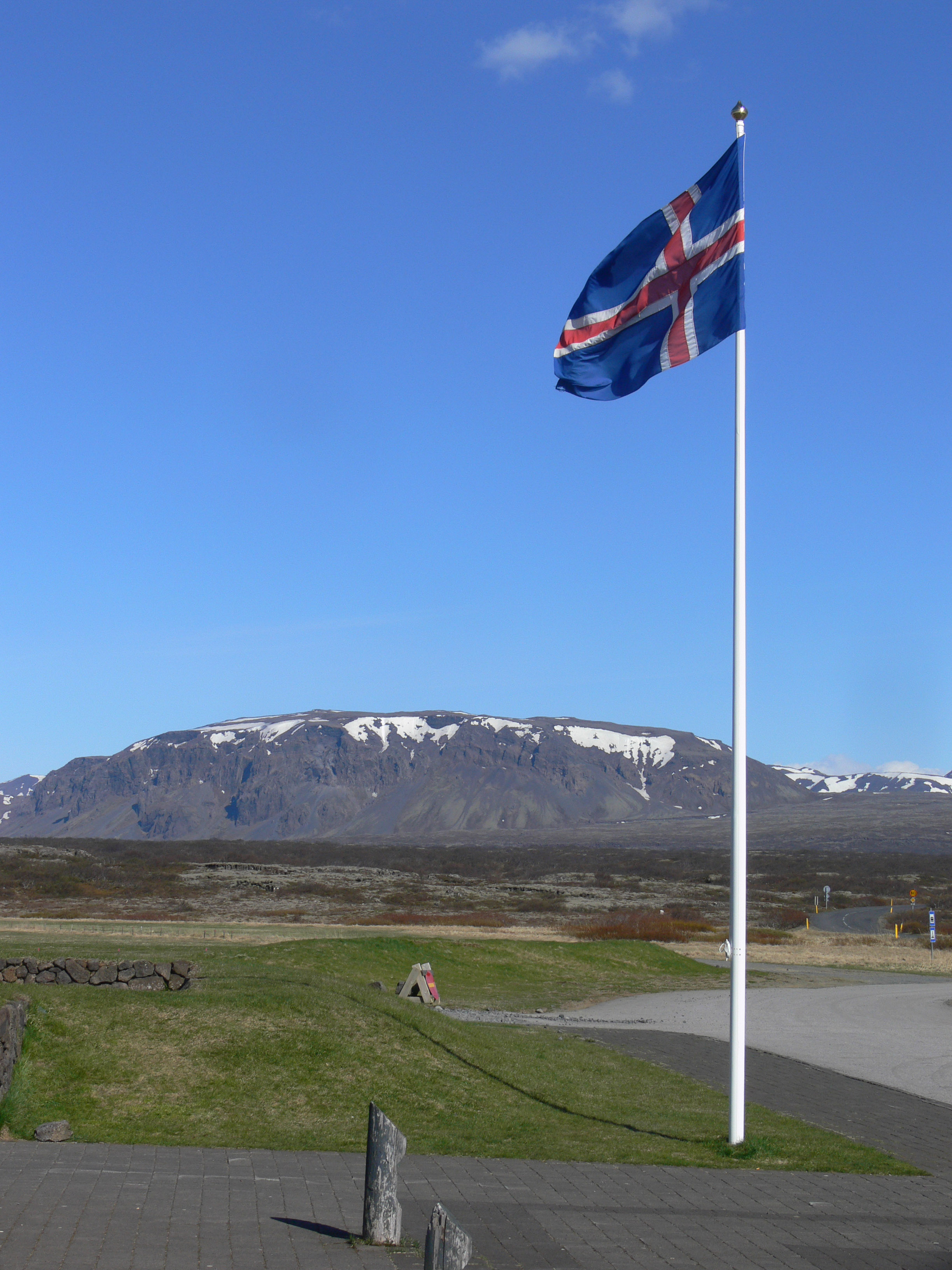
La Hrafnabjörg, à l'arrière-plan, avec sa forme caractéristique de tuya.

Mais la majeure partie des roches affleurant actuellement datent de la période post-glaciaire (Holocène). Ainsi, la plaine de Þingvellir est constituée de laves provenant de trois cratères. La plus ancienne éruption est celle du volcan bouclier Skjaldbreiður, situé au nord-est du site et qui a recouvert de ses laves une superficie de 200 km2. C'est cette éruption qui a bloqué les rivières de surface et qui est responsable de l'approvisionnement quasi-exclusif par voie souterraine du lac. Peu de temps après l'éruption du Skjaldbreiður, il y a environ 9 100 ans, celle d'Eldborgir, au sud de la Hrafnabjörg, commença, couvrant elle aussi une superficie de l'ordre de 200 km2 de lave pāhoehoe,. Cette éruption a créé un barrage pour le lac à son extrémité sud-est, réduisant sa superficie et élevant son niveau de 25 m. La lave du site du parlement proviendrait de cette éruption, même s'il existe certains doutes concernant cette affirmation, les deux éruptions susnommées ayant un âge très proche. Enfin, il y a environ 5 000 ans, Þjófahraun, une fissure volcanique de 8 km de long, entra en éruption, couvrant 55 km2, dont une partie au nord-est du parc national. La plus récente éruption date d'il y a 2 000 ans, au sud du lac, dans une section non incluse dans le parc national.

### Tectonique

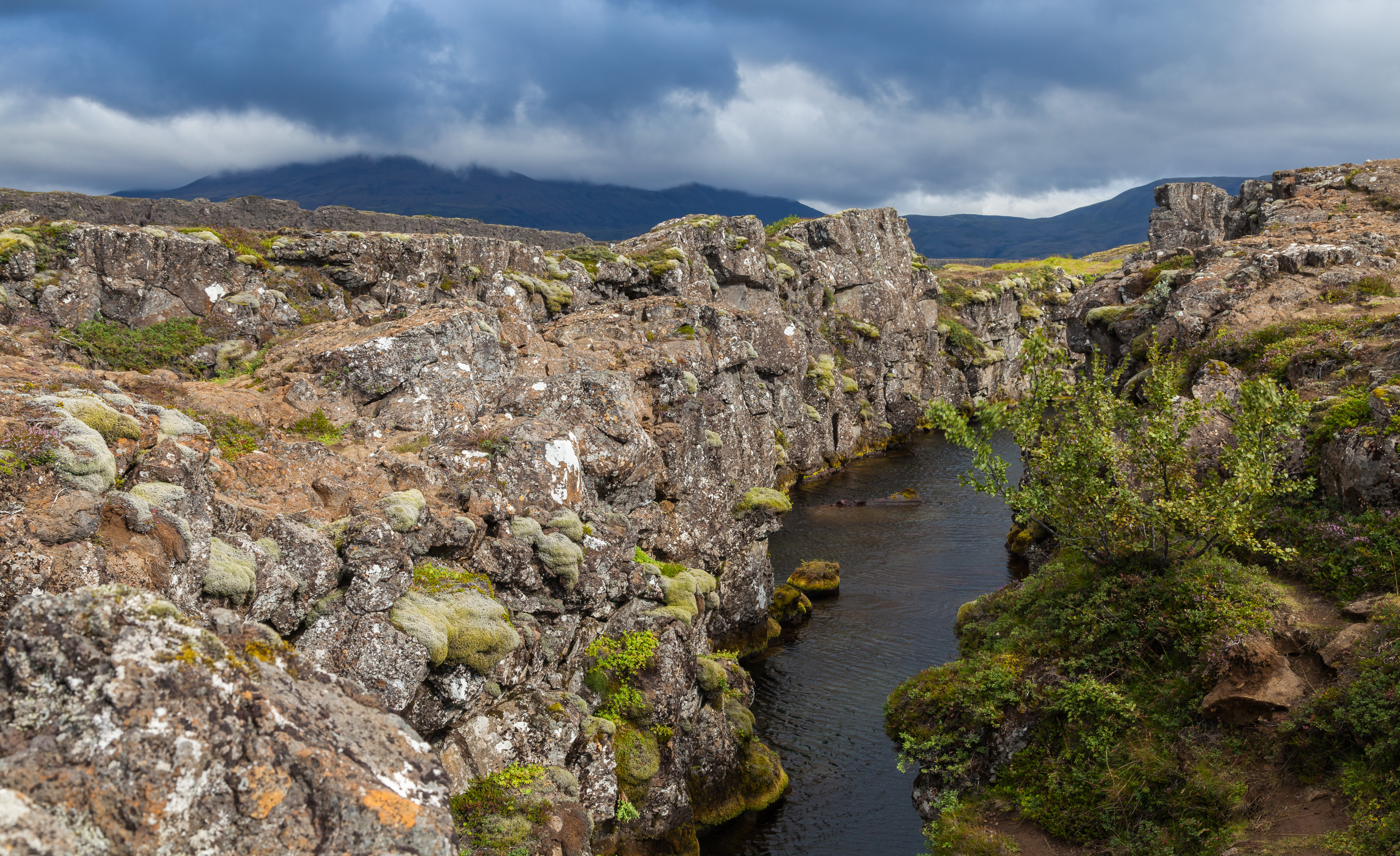
Faille Nikulásargjá.

Þingvellir est une plaine d'effondrement, ou graben, située à la divergence des plaques tectoniques nord-américaine et eurasienne. La zone s'étend selon une direction est-ouest à une vitesse moyenne de 3 mm/an, et, en même temps, le sol s'affaisse de 0,4 mm/an. Ainsi, depuis l'éruption d'Eldborgir (9 100 ans), la subsidence du sol a atteint 40 m et probablement 4 m depuis la fondation de l'Alþing en 930. Ceci a par exemple entraîné une augmentation de la profondeur du lac, malgré le fait que le barrage de lave ait été érodé de 11 m depuis son apparition. Ces mouvements ont induit l'apparition de fissures et failles normales, clairement visibles dans le paysage, créant des gradins naturels dans la roche basaltique. Peu de sites laissent apparaître aussi clairement ces failles, la lave recouvrant en général progressivement le paysage, mais il n'y a pas eu d'éruptions ici depuis celle d'Eldborgir. Ces mouvements sont aussi la source de tremblements de terre assez fréquents. Bien que le mouvement soit relativement continu, le déplacement des failles se fait souvent par à-coups, libérant la tension accumulée précédemment. Ainsi, plusieurs épisodes sismiques importants de ce type ont été enregistrés, par exemple en 1789 à la suite de l'éruption des Lakagígar.
Du fait de sa facilité d'accès et de l'amplitude de ses failles, Þingvellir a longtemps été un modèle dans l'étude de la tectonique des plaques. En effet, lorsque la théorie a été énoncée pour la première fois au début du XXe siècle, elle reçut peu de crédit dans la communauté scientifique. Pourtant, déjà à cette époque, les premiers géologues expliquèrent les failles de Þingvellir à l'aide de cette théorie. Par la suite, lorsqu'elle commença à se démocratiser à partir de 1962, Þingvellir fut l'un des principaux sites d'étude du processus de rifting.

## Faune et flore

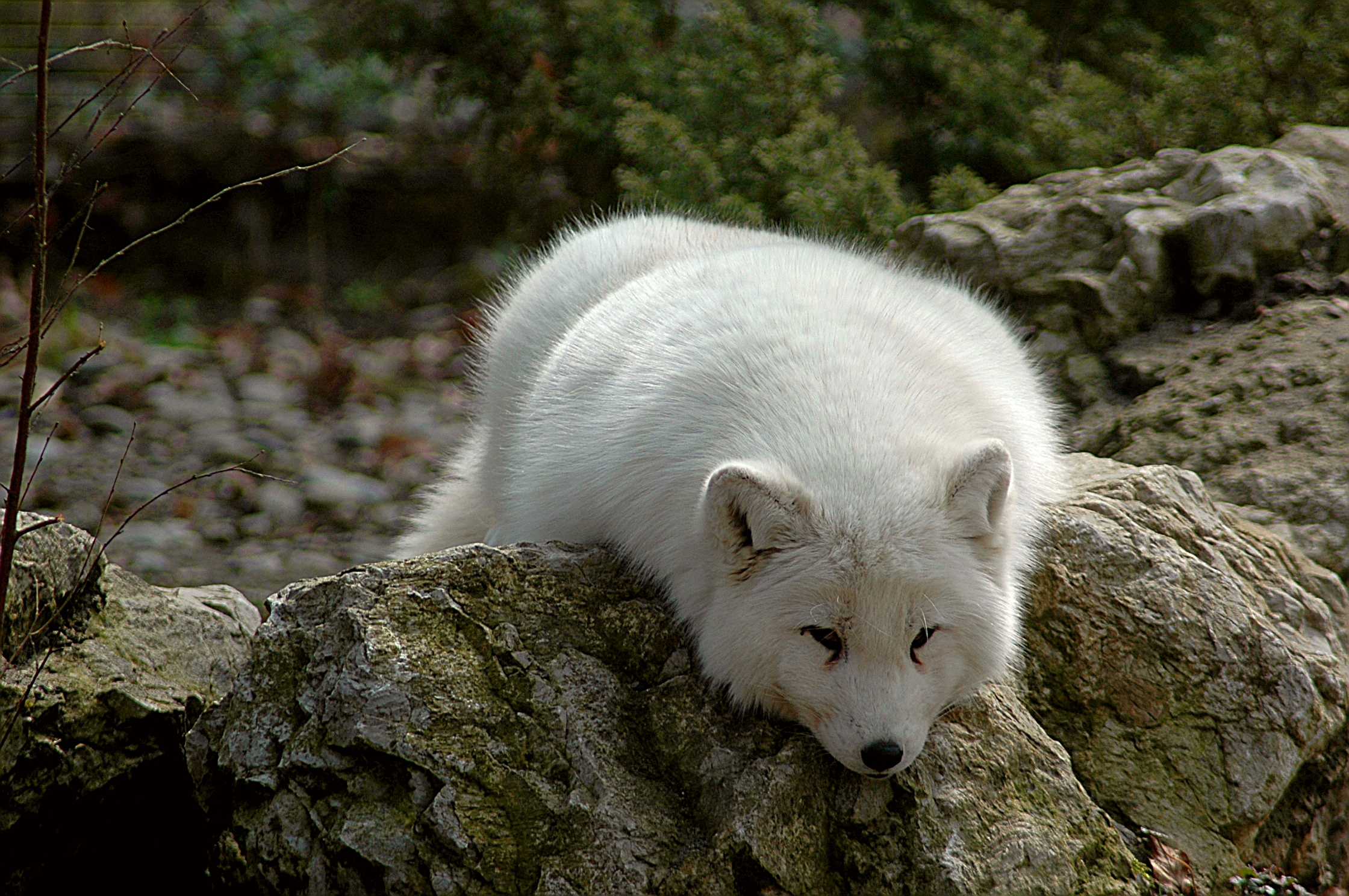
Renard polaire.

L'Islande est très pauvre en mammifères sauvages et la région de Þingvellir n'échappe pas à ce constat. Le renard polaire (Vulpes lagopus) est la seule espèce de mammifère présente naturellement en Islande et ces renards sont assez nombreux à Þingvellir. Le vison d'Amérique (Neovison vison), introduit en 1931 en Islande et ayant réussi à s'échapper des fermes à fourrure, se rencontre de nos jours autour de Þingvellir. La souris sylvestre (Apodemus sylvaticus), importée dès la colonisation de l'Islande par les Vikings, est aussi très commune dans la région.

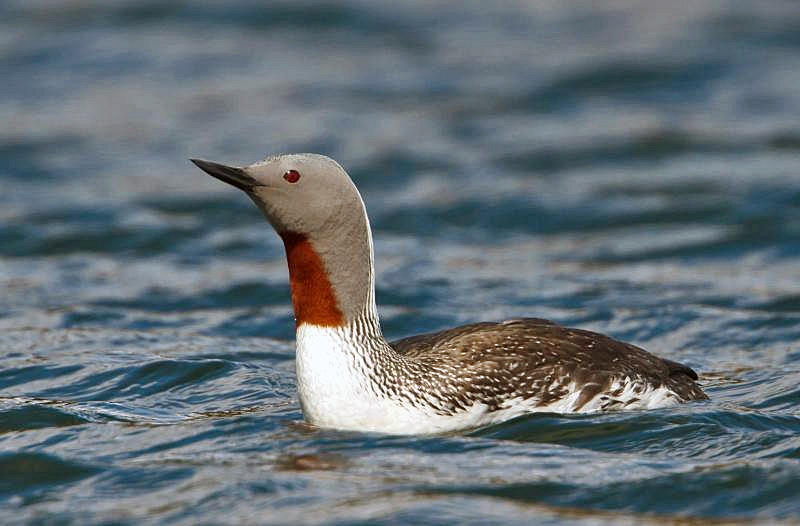
Un plongeon catmarin en Islande.

Le lac Þingvallavatn est très profond et attire donc moins les oiseaux que d'autres comme le lac Mývatn, dans le nord du pays. Cependant, on peut rencontrer 52 espèces d'oiseaux, telles que le harle huppé (Mergus serrator), l'oie cendrée (Anser anser), le garrot d'Islande (Bucephala islandica), le plongeon huard (Gavia immer), le cygne chanteur (Cygnus cygnus), la harelde kakawi (Clangula hyemalis), le canard colvert (Anas platyrhynchos) et le fuligule morillon (Aythya fuligula). Le plongeon catmarin (Gavia stellata) et le grèbe esclavon (Podiceps auritus) sont aussi observés, bien que plus rares. On trouve enfin quelques oiseaux non aquatiques tels que le faucon gerfaut (Falco rusticolus), le faucon émerillon (Falco columbarius), le lagopède alpin (Lagopus muta), le pluvier doré (Pluvialis apricaria), la bécassine des marais (Gallinago gallinago), le courlis corlieu (Numenius phaeopus), le chevalier gambette (Tringa totanus), le phalarope à bec étroit (Phalaropus lobatus), ainsi que quelques barges à queue noire (Limosa limosa), huîtriers pie (Haematopus ostralegus), pluviers grand-gravelot (Charadrius hiaticula) et hiboux des marais (Asio flammeus).
Le lac abrite trois espèces de poissons sur les cinq espèces de poissons d'eau douce d'Islande. Ces espèces sont l'omble chevalier (Salvelinus alpinus), la truite (Salmo trutta) et l'épinoche (Gasterosteus aculeatus). Ces espèces ont évolué depuis 10 000 ans en s'adaptant à l'environnement du lac et montrent maintenant un degré de polymorphisme unique. Ainsi, l'omble chevalier existe maintenant dans le lac sous quatre morphotypes différents : piscivore, planctonivore et deux morphotypes benthivores. Une autre spécificité du lac est la découverte en 2004 et 2006 de deux espèces d'amphipodes d'eau douce endémiques : Crymostygius thingvallensis, unique représentant des Crymostygiidae et Crangonyx islandicus, tous deux appartenant au sous-ordre des Gammaridea. Ces espèces, probablement d'origine très ancienne, auraient réussi à survivre durant les glaciations dans des refuges sous-glaciaires.

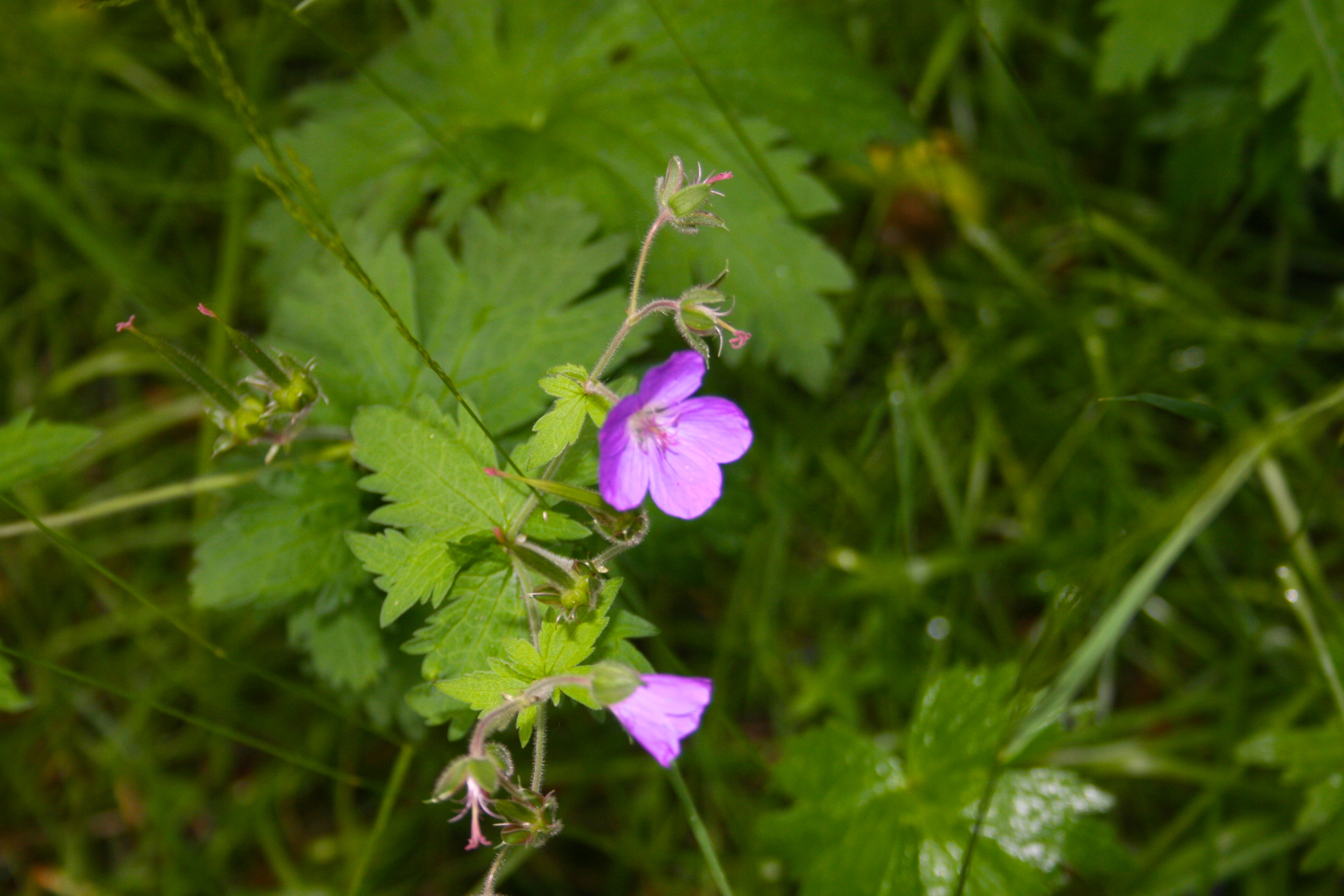
Géranium des bois à Þingvellir.

La limite entre le climat froid tempéré et le climat arctique est autour de 300-400 m d'altitude dans cette partie du pays, ce qui correspond aussi à la limite pour le développement des bouleaux (Betula pubescens principalement). Avant la colonisation de l'Islande, les zones en dessous de cette limite étaient couvertes de forêts de bouleau, avec des sous-bois riches. Les activités humaines ainsi que le pâturage ont rapidement et fortement affecté cet écosystème très fragile. Ceci a favorisé une érosion des sols qui a aussi contribué à fragiliser la végétation et empêcher sa reprise. La création du parc national au début du siècle a permis à la forêt comme celle des Þingvallaskógar de se développer à nouveau et maintenant, l'essentiel de la surface initiale du parc est recouvert d'arbres. Ceci est aussi lié à un plan d'afforestation d'espèces non endémiques, telles que des conifères, commencé en 1899, ce qui marquait aussi le début de l'afforestation en Islande. L'afforestation dans le parc a maintenant cessé, étant considérée comme une altération non justifiée du paysage et de l'écosystème de la région. Les bouleaux atteignent en moyenne une taille de 3 m. Les sous-bois sont assez riches, avec principalement du géranium des bois (Geranium sylvaticum), diverses fleurs de la famille des Hieracium et Taraxacum, de la renoncule âcre (Ranunculus acris), de la ronce des rochers (Rubus saxatilis) et de l'alchémille commune (Alchemilla vulgaris).
Les zones incluses lors de l'extension du parc en 2004, quant à elles, sont majoritairement recouvertes d'une lande où les mousses dominent. Les mousses sont des plantes pionnières, colonisant les champs de lave récents, mais sont aussi majoritaires sur les hauteurs du parc. Le genre Racomitrium est le plus représenté.

## Histoire

### Fondation de l'Alþing
Selon le Landnámabók, la colonisation de l'Islande commence en 874 lorsque Ingólfr Arnarson devient le premier colon permanent en Islande. Durant les années qui suivent, l'île se peuple peu à peu. Initialement, plusieurs assemblées locales sont organisées autour d'un chef (goði). Mais les colons viennent d'horizons différents (tels que la Norvège, l'Écosse, l'Irlande) et ont donc des coutumes différentes. De plus, les assemblées n'ont pas forcément de lien familial pour en assurer la cohésion et, au contraire, des familles pouvaient être dispersées à travers le pays. Enfin, les descendants de Ingólfr Arnarson dominent le Sud-Ouest de l'Islande et sont devenus la famille la plus puissante d'Islande, de sorte que les autres chefs ressentent le besoin de limiter l'expansion de la puissance de cette famille. Ainsi, à mesure de la croissance de la population, il devient évident que l'île a besoin d'une assemblée générale. L'État libre islandais est fondé.
Peu avant 930, les chefs islandais envoient un homme nommé Úlfljótr en Norvège, dans le but d'étudier la loi du Gulaþing. Il revient en Islande avec la loi qui portera son nom : Úlfljótslög (« loi d'Úlfljótr »). Son frère adoptif Grímr Geitskór est désigné pour trouver un endroit convenable où tenir l'assemblée. Au même moment, un fermier qui habitait à Bláskógar (qui était alors le nom de la région de Þingvellir) est déclaré coupable de meurtre. Sa condamnation consiste au paiement d’une amende et à l’abandon de ses terres. C’est sur ces terres, qui deviennent propriété publique, qu’on décide d’établir l’Alþing, assemblée composée de 36 chefs locaux, qui se réunit pour la première fois en 930. Cette région rassemble tout ce dont l'assemblée a besoin (du bois pour le feu et une prairie pour les chevaux) et est facilement accessible des régions les plus peuplées. Le goði le plus éloigné, dirigeant l'est du pays, doit voyager durant 17 jours, les montagnes et rivières formant d'importants obstacles. Le seul aménagement nécessaire est le détournement de la rivière Öxará vers la plaine, afin d'approvisionner le site de l'assemblée en eau.

### L'Alþing pendant l’État libre islandais

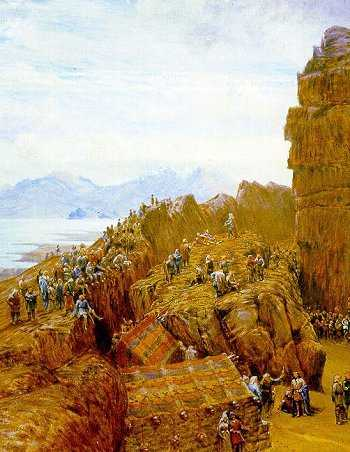
Reconstitution d'une réunion de l'Alþing au rocher de la loi.

Le parlement se réunit pendant environ deux semaines, autour du solstice d'été. La place centrale de ces événements est le rocher de la loi (Lögberg). La localisation exacte du rocher en question est soumise à débat, un possible site étant Hallurinn, mais il est aussi possible que cela soit la faille d'Almannagjá. Chaque assemblée commence avec une procession vers ce lieu et c'est là que sont faites les annonces publiques. C'est aussi là que le diseur de loi (Lögsögumaðr) récite chaque année un tiers de la loi, afin de les garder en mémoire. Il faut en effet attendre 1117-1118 pour que ces lois soient mises à l'écrit, dans un texte appelé Grágás. Un autre site important est le conseil des lois (Lögrétta), qui au XIIIe siècle est devant le rocher de la loi, mais qui était probablement ailleurs auparavant. Ce conseil est constitué probablement d'autour de 150 hommes, dont une quarantaine de goði. C'est le conseil qui doit établir les lois, mais aussi régler les disputes. Enfin, la dernière institution de l'Alþing est les cinq cours, une pour chacune des quatre divisions du pays (ouest, nord, est et sud) et une pour le pays entier. Le rôle des cours est aussi de régler les conflits : dans les quatre cours locales, il faut un accord des 36 juges pour prendre une décision, et en cas d'absence de consensus, c'est la cour nationale qui juge à la majorité.
C'est donc en ce lieu que sont prises toutes les décisions importantes. C'est en particulier le cas pour la christianisation de l'Islande. Ainsi Gissur le blanc et Hjalti Skeggjason, deux goðar convertis et ayant promis au roi norvégien Olaf Tryggvason d'évangéliser le pays, s'expriment en l'an 999 ou 1000 lors de la session de l'Alþing. Le diseur de loi païen Þorgeir Þorkelsson est chargé de prendre la décision, et, le lendemain, il annonce au rocher de la loi que l'Islande devient chrétienne, mais que les anciennes traditions sont conservées et que le culte païen peut être exercé en privé. La première église de Þingvellir est construite peu de temps après. Elle est, semble-t-il, assez grande et richement ornée, gage de son importance. Dès lors, c'est ici que se tient le conseil en cas de mauvais temps. Juste à côté de l'église se trouve la demeure de l'évêque de Skálholt, qui dirige le conseil à partir de la christianisation.
En périphérie des sessions de l'Alþing, Þingvellir devient un lieu plein de vie pendant ces deux semaines, avec probablement 500 fermiers sur les 4 000 que compte l'île. Il y a aussi des tanneurs, des brasseurs, des marchands, des clowns. Durant ces deux semaines, Þingvellir devient une sorte de capitale. En particulier, le site tient une place très importante dans la culture médiévale islandaise. Les habitations de l'époque sont construites avec des murs en pierre et tourbe, typiquement dans un style de maisons longues vikings.

### La domination étrangère
À partir du XIIe siècle, mais surtout dans la première moitié du XIIIe siècle — connue sous le nom d'Âge des Sturlungar —, l'Alþing commence à perdre son influence à cause d'importants conflits entre les différents chefs. En parallèle, la puissance du royaume norvégien s'accroît considérablement et les Norvégiens considèrent que l'Islande tombe d'une façon ou d'une autre sous leur autorité, étant les principaux colonisateurs. Ainsi, en 1262, les principaux chefs prêtent allégeance au roi norvégien et signent le Vieux Pacte (Gamli sáttmáli) : l'Islande doit donc payer des taxes à la Norvège en échange de sa protection, mais reste maîtresse de ses lois. En 1281, après de longs débats à l'Alþing, le texte de loi final, le Jónsbók, liant les deux pays, est accepté, puis modifié en 1294. Bien que l'Alþing continue à être tenu, une partie de ses anciens pouvoirs est maintenant dans les mains du roi norvégien, en particulier le pouvoir judiciaire et exécutif. De plus, progressivement, la structure administrative change, et en particulier une grande partie des participants de l'Alþing est maintenant nommée par le roi, tels que l'homme de loi (lögmaður), remplaçant le diseur de loi.

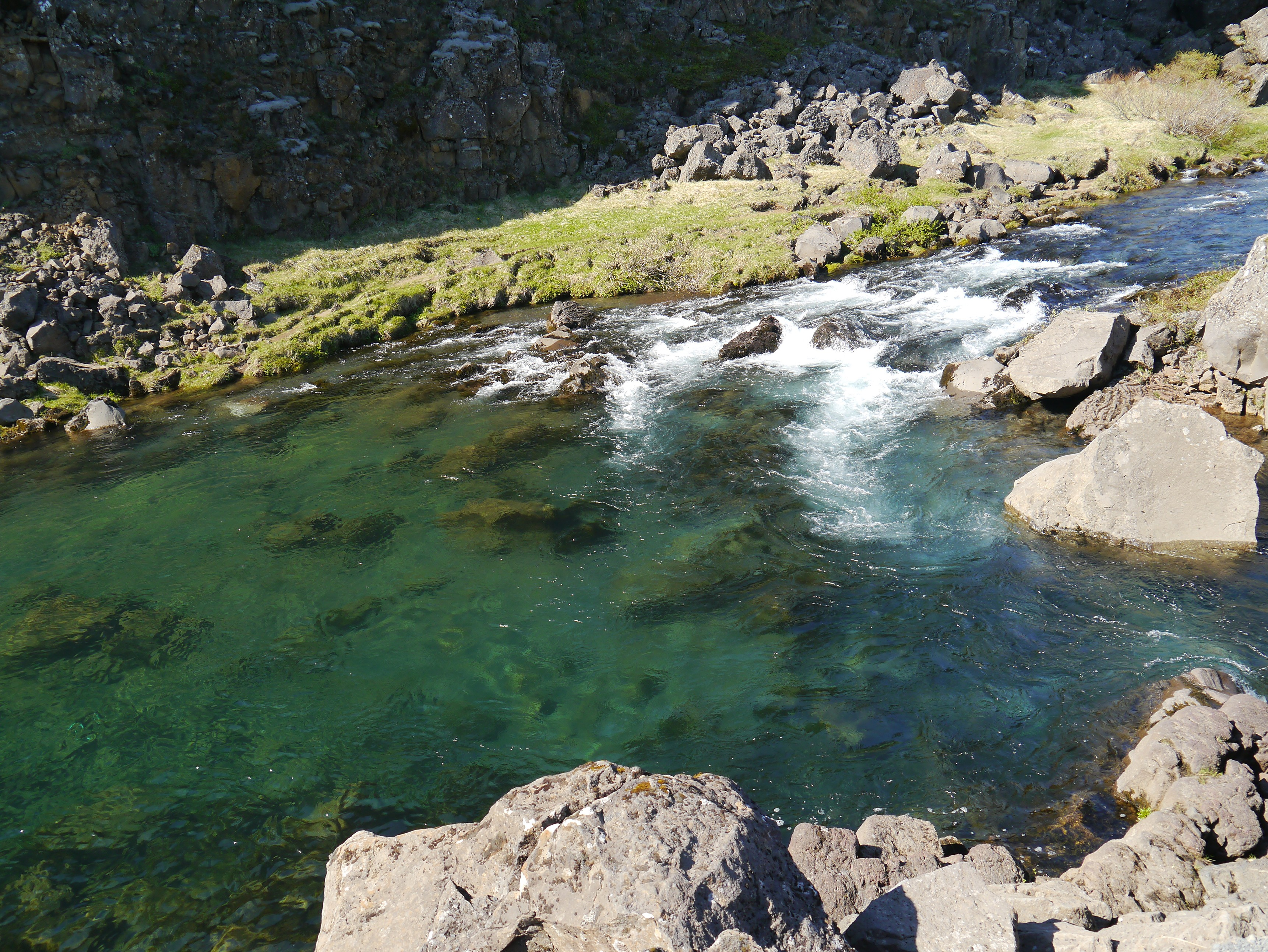
La mare des noyées, dans l'Öxará.

À partir de la fin du XIVe siècle, la Norvège rejoint la Suède et le Danemark dans l'union de Kalmar et le pouvoir se concentre officieusement entre les mains du Danemark. Ceci réduit de nouveau considérablement le pouvoir de l'Alþing, même si ce dernier peut encore créer quelques lois. En 1564, la loi dite du grand jugement (Stóridómur) est adoptée en Islande, qui en particulier augmente les sanctions pour différents crimes moraux. Si le passage sous le gouvernement norvégien et le Jónsbók avaient déjà introduit les châtiments corporels à Þingvellir, cette nouvelle loi les rend bien plus fréquents. Plusieurs toponymes du parc témoignent de cette violence, tels que « la mare des noyées » (Drekkingarhylur), dans la rivière Öxará près du site du parlement, où les femmes adultères étaient noyées (pour un crime similaire, les hommes étaient décapités),,.
Finalement, en 1662, les quelques pouvoirs restants à l'Alþing disparaissent à leur tour, l'État libre islandais étant soumis à l'absolutisme danois. Les lois sont alors seulement annoncées aux Islandais à Þingvellir et quelques jugements y sont prononcés. Parachevant le déclin, d'importants séismes détruisent en partie le site de l'assemblée en 1798 ; l'Alþing est transféré à Reykjavik, puis dissout 2 ans plus tard.

### Þingvellir, symbole du nationalisme islandais

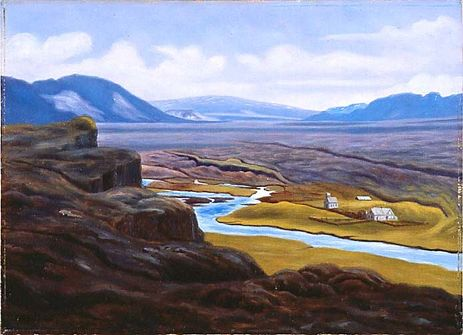
Peinture de Þingvellir par Þórarinn Þorláksson.

Þingvellir reste un lieu calme, loin des chemins battus pour quelque temps. Mais, au XIXe siècle, le site devient un symbole pour le mouvement national romantique et indépendantiste islandais. Un des héros nationaux de ce mouvement est le poète Jónas Hallgrímsson, qui, dans un poème publié en 1835, raconte que l'âme et l'esprit de l'Islande reposent à Þingvellir. Un grand nombre d'artistes peignent les paysages de la plaine, tels le Français Auguste Mayer en 1836, le Danois Emanuel Larsen en 1846 et l'Anglais William Gershom Collingwood en 1897. Certains nationalistes militent pour rétablir l'Alþing dans la plaine, qui est, selon eux, le seul site où les dirigeants pourraient être investis de la conscience nationale. En 1843, par décret, le roi danois rétablit l'Alþing, mais à Reykjavik, et sans aucun pouvoir. Dans la seconde moitié du XIXe siècle, des représentants politiques de tout le pays se réunissent régulièrement à Þingvellir pour organiser le mouvement d'indépendance. Lors de la première réunion en 1848, une pétition est signée demandant au roi de restaurer les droits de l'Assemblée nationale islandaise. Il y a au total 25 réunions de ce type jusqu'en 1907 et elles contribuent à imposer à nouveau la plaine comme lieu de rassemblement des Islandais. Ainsi en 1874 est organisé le festival national, commémorant le millénaire de la colonisation de l'île. À cette occasion, le roi danois accorde à l'Islande sa propre constitution, redonnant le pouvoir à l'Alþing. Ceci marque un des premiers pas vers l'indépendance islandaise.
Dès les premières discussions sur la conservation de la nature en Islande, Þingvellir est mentionné comme l'un des sites méritant protection. En particulier, en 1907, Matthias Þórðarson, antiquaire national, mentionne le site et les dégâts qui avaient déjà été causés par la construction de la route dans la faille Almannagjá. En 1913, l'enseignant Guðmundur Davíðsson publie un article où il demande à son tour une protection du site sur le modèle des parcs nationaux américains. Cet article lance le débat officiel et en 1928, l'Alþing déclare Þingvellir « sanctuaire national ». Cette décision prend effet en 1930, pour commémorer le millénaire de la création de l'Alþing, et le site devient donc le premier parc national d'Islande,. Un grand festival est tenu dans la plaine : entre 30 000 et 40 000 personnes sont réunies, ce qui représente une proportion considérable de la population islandaise.
Le 17 juin 1944, le jour d'anniversaire de la naissance de Jón Sigurðsson, héros du mouvement indépendantiste islandais, un nouveau festival est organisé à Þingvellir, au cours duquel est déclarée la fin de l'union de l'Islande avec le Danemark et la fondation de la république islandaise. L'Alþing se réunit alors au rocher de la loi et déclara la nouvelle constitution islandaise. Depuis, Þingvellir est resté un symbole pour l'Islande et des manifestations s'y tiennent régulièrement. En 1974, les Islandais y commémorent les 1 100 ans de la colonisation de l'île. Puis le 17 juin 1994, le cinquantenaire de la république islandaise est célébré à Þingvellir. Enfin, en 1999-2000, Þingvellir voit se dérouler un festival à l'occasion des mille ans de l'adoption du christianisme par l'Islande. En parallèle, la taille du parc est augmentée à plusieurs reprises, tout d'abord dans les années 1950, puis une petite extension en 1998 pour atteindre 92,7 km2. En 2004, il est inscrit au patrimoine mondial de l'UNESCO avec ces dimensions. Cependant, la même année, le parc est étendu à 237 km2 et l'extension du site du patrimoine mondial afin de correspondre aux frontières du nouveau parc est proposée en 2011 à l'UNESCO.

## Héritage culturel

### Toponymie
Si la plaine n'accueille plus le parlement depuis la fin du XVIIIe siècle, la toponymie a conservé cet héritage historique, donnant ainsi des informations précieuses sur la vie et les activités dans Þingvellir. Le nom de nombreux lieux rappelle la présence de l'assemblée, à commencer par le nom même de la plaine Þingvellir qui signifie « plaines du parlement » (thing désignant une assemblée). Le nom était initialement au singulier « plaine du parlement » (Þingvöllur ou Þingvǫllr en vieux norrois) et cette forme existe encore bien que moins courante que la forme plurielle,. Ce nom n'est pas unique, et de nombreux sites vikings à travers le monde ont un nom similaire, tels que Tingvoll en Norvège, Tynwald dans l'île de Man, et Dingwall ou Tingwall qui apparaissent dans plusieurs îles Britanniques et en Écosse. Plusieurs autres noms se réfèrent à l'assemblée, tels que Lögberg (« rocher de la loi »), Almannagjá (« la gorge/faille de tous les hommes »). Plusieurs noms révèlent aussi les châtiments corporels infligés sous la domination danoise, tels que Drekkingarhylur (« mare des noyés »), Gálgi (« gibet »), Kagahólmi (« îlots aux fouets »). Plusieurs points étaient aussi utilisés pour indiquer l'heure selon la position du Soleil vu depuis le bâtiment de ferme de Þingvellir, tels que Dagmáladalur (« la vallée de 9h ») ou Miðaftansdrangur (« le rocher de 18h »). Enfin, beaucoup de noms de lieux désignent les cabanes et le nom ou le rôle de leur occupant tels que Njálsbúð (« la cabane de Njáll »), Mosfellingabúð (« la cabane des gens de Mosfell ») ou encore Stiftamtmannsbúð (« la cabane du gouverneur »).

### Site de l'assemblée

Carte du site de l'ancienne assemblée de Þingvellir.

Þingvellir compte de nombreuses reliques de son histoire, en particulier en lien avec les rassemblements annuels lors de la tenue de l'assemblée.
Une grande partie des traces historiques sont sous la forme de cabanes, qui sont environ une cinquantaine sur le site de l'Alþing. Cependant la plupart des structures sont en ruines, et leur quantité reflète mal la taille de ces rassemblements du fait que la plupart des participants séjournaient dans des tentes et ne laissaient donc que peu de traces dans le paysage. Ces cabanes étaient des abris les personnes de haut rang, mais aussi des bâtiments pour les tanneurs, les brasseurs et les cuisines. Elles étaient construites avec des murs en tourbe et en pierres et le toit était en toile, et selon le Grágás, les participants devaient ramener leur propre toile. La tourbe résistait mal à l'épreuve du temps, et les cabanes devaient donc être reconstruites fréquemment. Souvent, les matériaux étaient disponibles aux alentours, mais surtout, il y avait énormément de recyclage, les matériaux de la cabane précédente étant utilisés pour la reconstruction. Les sites les plus populaires finissaient donc par former des petits monticules, avec parfois trois ou quatre couches de ruines sous le bâtiment actuel. Les fouilles de ces couches souterraines ne sont pas complètes, mais les résultats semblent indiquer que certaines remontent au Xe siècle. Les ruines que l'on observe aujourd'hui datent pour la plupart de la période finale de l'assemblée à Þingvellir, c'est-à-dire des XVIIe et XVIIIe siècles.

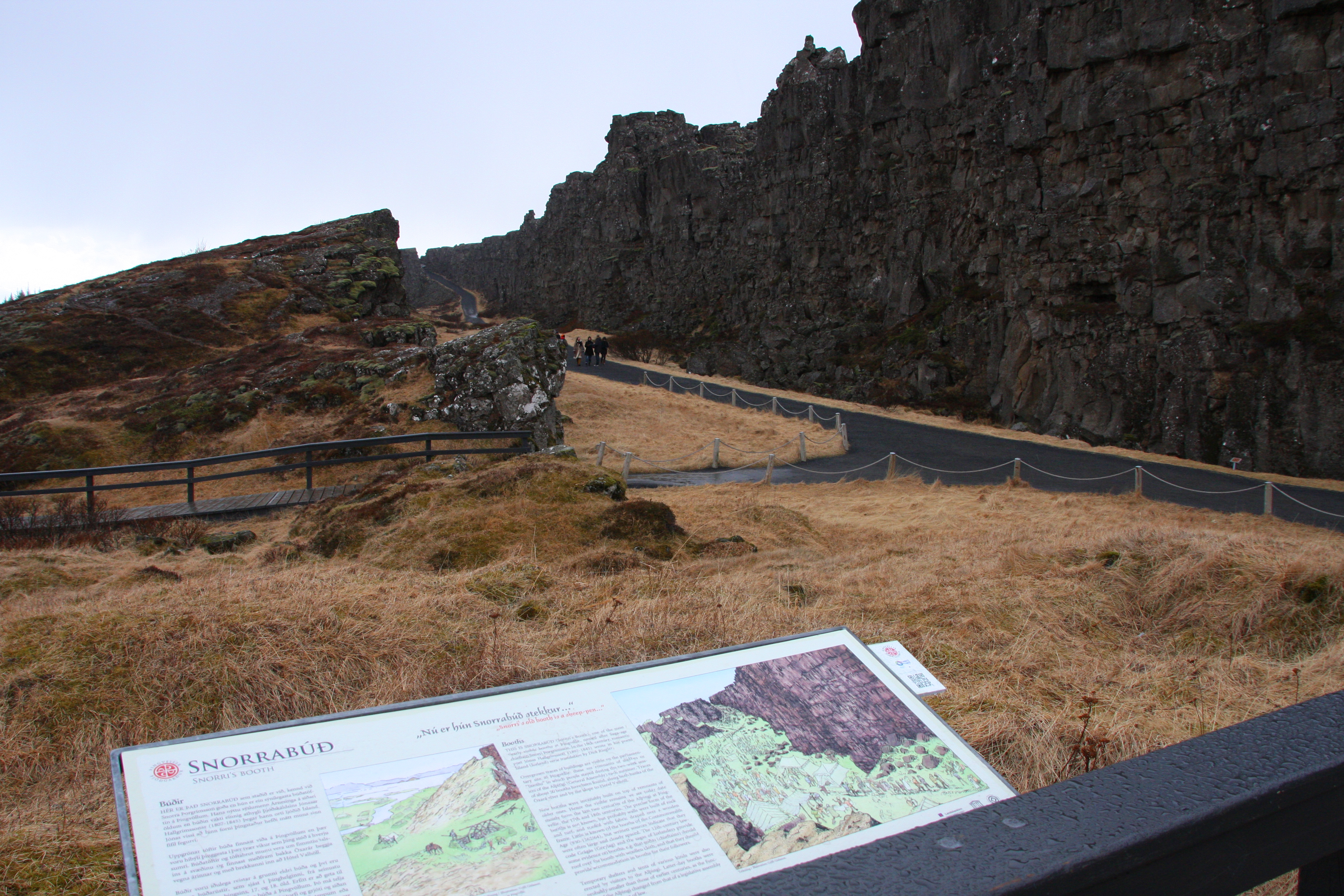
Ruines de la cabane de Snorri à proximité du Lögberg.

La majeure partie des ruines de cabanes se situe sur la plaine sous Hallurinn (la pente), à l'est de la faille Almannagjá, où elles sont concentrées dans une zone d'environ 200 m × 300 m. On peut distinguer la présence de couches avec des ruines plus anciennes sous les ruines actuelles. C'est en particulier dans cette zone que se trouvent les ruines du Lögrétta (conseil des lois). Au sommet de la pente se trouve une structure artificielle, que les historiens supposent être le Lögberg. Au sein même de la faille Almannagjá se trouve un deuxième groupe de ruines de cabanes, plus récentes. Près de l'église se trouvent quelques ruines de cabanes, appelées Biskupabúðir (les cabanes de l'évêque), utilisées par les membres du clergé. La cabane de l'évêque est la plus grande des ruines du site, mesurant 33 m × 7 m, et aussi l'une des plus anciennes, datant de l'époque de l'État libre,. Enfin, sur Spöngin (le cou), le détroit rocheux entre Flosagjá et Nikulásargjá, se trouvent d'autres structures artificielles qui correspondent peut-être au Lögberg initial.

### Paysage agricole

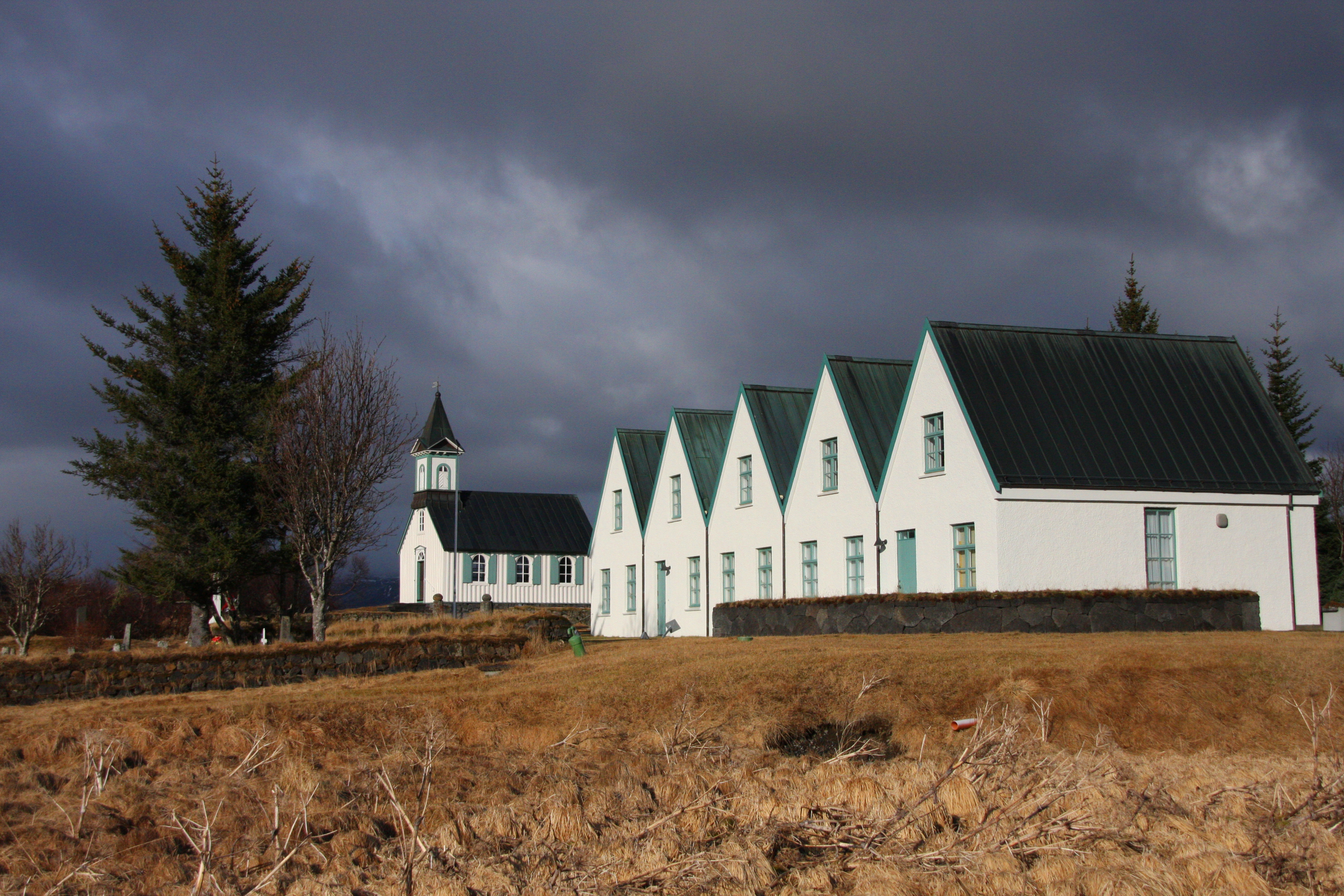
La ferme et l'église de Þingvellir.

En plus des sites directement liés à l'assemblée, Þingvellir préserve un paysage agricole islandais des XVIIIe et XIXe siècles, c'est-à-dire antérieur à la mécanisation. Dispersés sur la surface du site, on trouve des maisons, des annexes et des enclos à moutons, entourés par de petits terrains agricoles. Les terrains à l'extérieur de la ferme étaient utilisés pour la pâture.
La ferme de Þingvellir (Þingvallabær), située près de l'église, non loin du site du parlement, a probablement toujours été située à l'emplacement actuel, et la plus ancienne mention historique date de 1678. Le bâtiment était initialement en pierre et tourbe, comme la plupart des constructions islandaises de l'époque, mais fut reconstruit en bois en 1880. Le bâtiment actuel en béton date de 1928, pour les célébrations du millénaire du parlement, et fut étendu en 1974. Il fut construit par Guðjón Samúelsson, et se veut une adaptation aux matériaux contemporains du style traditionnel de fermes à pignons. De nos jours, le bâtiment est une maison de campagne pour le premier ministre du pays. L'église elle-même fut construite dès l'adoption de la religion chrétienne. L’Heimskringla décrit comment le roi Olaf II de Norvège fit envoyer du bois en Islande pour permettre la construction du premier édifice. Le bâtiment actuel, vraisemblablement plus petit que les bâtiments initiaux et très sobrement décoré, date de 1858-59 et la tour fut ajoutée en 1907.
Outre la ferme de Þingvellir, on compte, sur l'ensemble du site classé au patrimoine mondial, les fermes de Arnarfell, Böðvarshóll, Grímsstaðir, Hrauntún, Skógarkot et Vatnskot ainsi que la ferme d'estive de Fornasel, la chapelle de Hrafnabjörg et le bâtiment Þórhallsstaðir, la maison du brasseur de Þingvellir. Si la plupart datent du XVIIIe ou XIXe siècle, plusieurs ont des origines plus anciennes, en particulier Grímsstaðir qui est mentionnée dans la saga Harðar saga ok Hólmverja, celle-ci racontant des événements censés s'être déroulés au Xe siècle. Comme pour l'assemblée, les bâtiments étaient probablement construits sur les ruines des précédents, et dans l'ensemble, le schéma d'occupation des sols remonte probablement à l'époque de la colonisation. La ferme de Vatnskot, près du lac, fut la dernière ferme du site UNESCO à avoir été abandonnée, ayant été occupée jusqu'aux années 1960. Les ressources terrestres y étaient très limitées, mais la pêche constituait une ressource complémentaire importante.

### Historique des recherches archéologiques

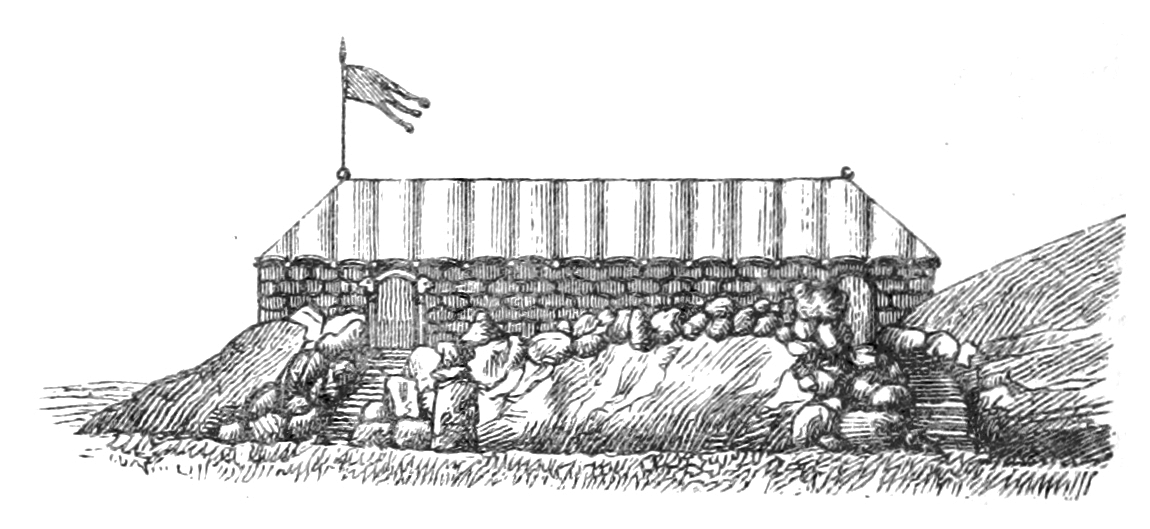
Dessin de Snorrabúð par Sigurður Guðmundsson (1878).

Il existe plusieurs descriptions du site de Þingvellir alors qu'il était encore utilisé, l'un d'elles datant du début du XVIIIe siècle, décrivant le conseil des lois et 18 cabanes, et plusieurs cartes du site datant de la fin du siècle. Les recherches archéologiques quant à elles débutèrent dans la seconde moitié du XIXe siècle, avec Sigurður Guðmundsson, artiste et passionné d'archéologie, puis en 1880 avec les premières fouilles menées par Sigurður Vigfússon, pionnier de l'archéologie en Islande. Ce dernier s'intéressa en particulier aux structures de Spöngin, découvrant une structure circulaire à proximité de ce qu'il interprétait comme le Lögberg historique, et un mur en tourbe. Il fit quelques fouilles dans les ruines de plusieurs cabanes dont la cabane de l'évêque (Biskupabúð), qui avait une structure très similaire aux maisons longues vikings, ainsi que Njálsbúð et Snorrabúð. Enfin, il étudia la structure de Lögberg, au sommet de Hallurinn, et trouva en particulier une épaisse couche de cendres sous la structure artificielle, révélant que le site était utilisé avant la construction de cette plateforme. Une seconde série de fouilles, plus extensive, commença en 1920 et s'étala jusqu'en 1945, sous la direction de Matthías Þórðarson. En 1957, alors qu'un câble électrique était installé à travers le champ de lave, un objet décrit comme l'extrémité d'une crosse épiscopale en T fut découvert, ce qui motiva une fouille locale.
Mais l'archéologie moderne ne commence qu'entre 1986 et 1992 avec un recensement total de tous les vestiges visibles sur le site, révélant un site beaucoup plus étendu et complexe qu'envisagé précédemment. Ces recherches montrent aussi que les changements du paysage du site dans le passé, en particulier le cours de la rivière, peuvent potentiellement compliquer la tâche des archéologues. Ces travaux forment la base du rapport envoyé à l'UNESCO pour l'inscription au patrimoine mondial. Plusieurs recherches ont eu lieu depuis, en particulier entre 1998 et 2005 par l'Institut d'archéologie (Fornleifastofnun Íslands) et le musée national d'Islande (Þjóðminjasafn Íslands). Ces recherches mettent au jour des structures plus anciennes souvent bien plus vastes que les structures plus récentes qui les ont remplacées, conséquence de la diminution historique de l'influence de l'Alþing.

## Gestion et protection

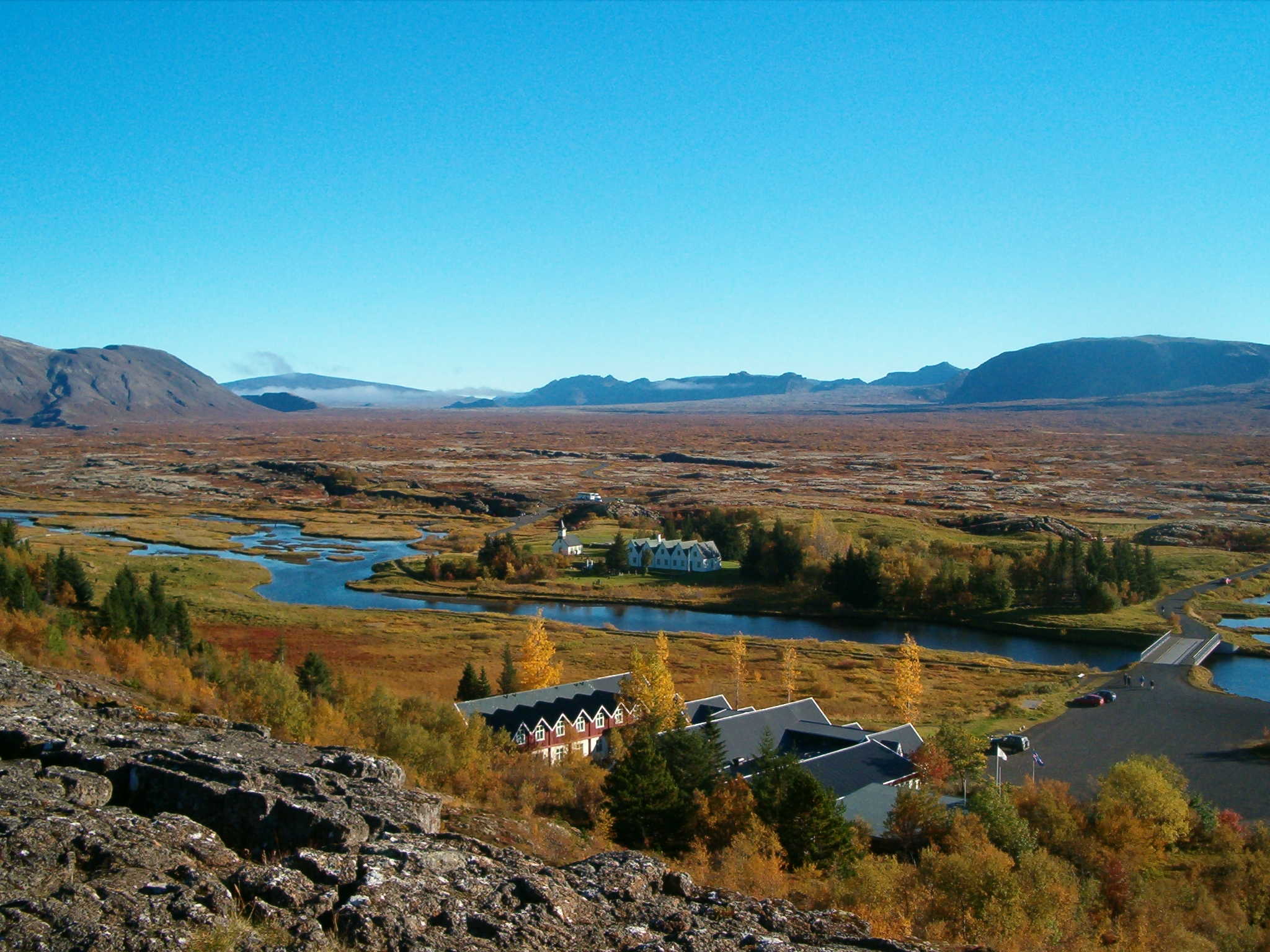
Vue de la partie centrale du parc national de Þingvellir depuis le rebord sud-ouest du horst : au premier plan, le graben des Þingvellir et la Öxará dominés à droite par la Hrafnabjörg, à gauche par l'Ármannsfell ; au dernier plan à gauche se trouve le Skjaldbreiður.

Le parc national de Þingvellir est géré par la commission Þingvellir (Þingvallanefnd), un organisme dépendant du gouvernement islandais.
La gestion du parc est fondée sur une division en zones, permettant de concilier la protection de la nature et du patrimoine historique avec le tourisme. Le champ de lave couvert de bouleaux constitue la plus vaste zone du parc. Aucune infrastructure n'y est autorisée, sauf les sentiers qui sont entretenus, et certains doivent être modifiés pour permettre l'accès aux personnes à mobilité réduite. Les forêts de conifères sont confinées et la végétation de bouleaux éventuellement encouragée pour reconstituer l'écosystème originel. À Arnarfell, un effort est fait pour limiter les effets de l'érosion des sols, en particulier par la restauration de la végétation originelle. Les rives du lac constituent une autre zone considérée sensible ; des infrastructures (parking et sentiers) peuvent y être aménagées dans l'objectif d'accueillir les touristes et donc minimiser les altérations du paysage. Sur le lac, la pêche est autorisée tout comme la navigation avec des bateaux non motorisés. La zone de Leirar, regroupant les principales infrastructures touristiques, est considérée comme un site non fragile et d'éventuelles extensions de ces infrastructures sont donc possibles. Il en va de même pour le site de Hakið, situé en haut de la faille, à la condition qu'aucune infrastructure ne puisse être visible depuis le site du parlement. Au niveau du site du parlement, les bâtiments historiques sont entretenus afin de conserver leur aspect d'origine. Les activités agricoles des quelques fermes en activité subsistant au sud-ouest du parc sont permises, mais leur impact sur la nature est surveillé.
Le parc national de Þingvellir a été créé en 1930 par une loi adoptée par l'AlÞing deux ans plus tôt. En 2004, il est inscrit au patrimoine mondial de l'UNESCO selon les critères (iii) et (vi) :
- (iii) : « L’Alþing et son arrière-pays, le parc national de Þingvellir, représentent, par les vestiges du lieu de l’assemblée, par les cabanes des participants et les preuves dans le paysage d’un peuplement remontant peut-être à l’époque de la constitution de cette assemblée, une illustration unique de la culture nordique/germanique médiévale, dont l’essence a perduré depuis sa fondation en 980 jusqu’au XVIIIe siècle. »
- (vi) : « La fierté de l’association profonde entre l’Alþing et le système de gouvernement nordique/germanique médiéval, connue par les sagas islandaises du XIIe siècle, renforcée pendant la lutte pour l’indépendance au XIXe siècle et associée à la puissance de l’environnement naturel de l’assemblée, a conféré au site le statut d’une icône en tant que sanctuaire de l’identité national islandaise. »

La commission Þingvellir travaille en collaboration avec d'autres projets : THING Project, qui regroupe les principaux things en Europe du Nord, Lake Thingvallavatn monitoring project, dans le cadre de la surveillance du lac Þingvallavatn, et Saga Trails of Iceland pour l'aspect historique des Þingvellir.

## Tourisme
Þingvellir est l'un des sites les plus visités d'Islande. Avec la chute Gullfoss et le champ géothermique de Geysir dans la vallée Haukadalur, ils forment le Cercle d'or, le circuit le plus populaire du pays. Ainsi, environ deux tiers des touristes étrangers qui viennent en Islande visitent Þingvellir, et au total, en 2014 environ 588 000 personnes ont visité le parc national, principalement durant les mois estivaux avec tout de même 71 000 en hiver. Ceci représente une augmentation de 77 % par rapport à 2004.
Le site est accessible par la route 36, et est relié à Gullfoss et Geysir par la route 365. Quatre parkings permettent de se garer et de joindre le réseau extensif de sentiers. Plusieurs longs sentiers permettent aussi d'accéder à la plaine directement à pied, le plus connu étant Leggjabrjótur qui lie le site au Hvalfjörður et en particulier la cascade de Glymur. Plusieurs possibilités sont disponibles pour passer la nuit. Près du site du parlement se situe le principal terrain de camping, un plus petit se situe à Vatnskot près du lac et un autre à Skógarhólar principalement pour les visiteurs à cheval,. Enfin, le site disposait d'un hôtel, appelé Valhöll, fondé en 1899 et déplacé à sa position actuelle en 1929, mais il est détruit par un incendie en 2009. Deux centres d'information sont disponibles dans le parc, le centre des visiteurs situé à Hakið près du site du parlement et le centre d'information à Leirar plus au nord. La plupart des touristes visitent la zone du parlement, là où le réseau de sentiers est le plus dense. Le paysage d'Islande étant très sensible, il est demandé de ne pas sortir des sentiers.
Les activités touristiques sont très diverses. Une partie des touristes vient sur le site principalement pour son caractère historique, visitant en particulier le site du parlement. Mais pour beaucoup de touristes islandais ou étrangers, les activités de plein air sont un élément important de la visite du parc. Celles-ci incluent entre autres la randonnée pédestre et équestre, le cyclotourisme, l'observation de l'avifaune, la plaisance et la pêche sur le lac ; ainsi que la plongée, en particulier à Silfra qui est l'un des sites de plongée les plus populaires d'Islande.

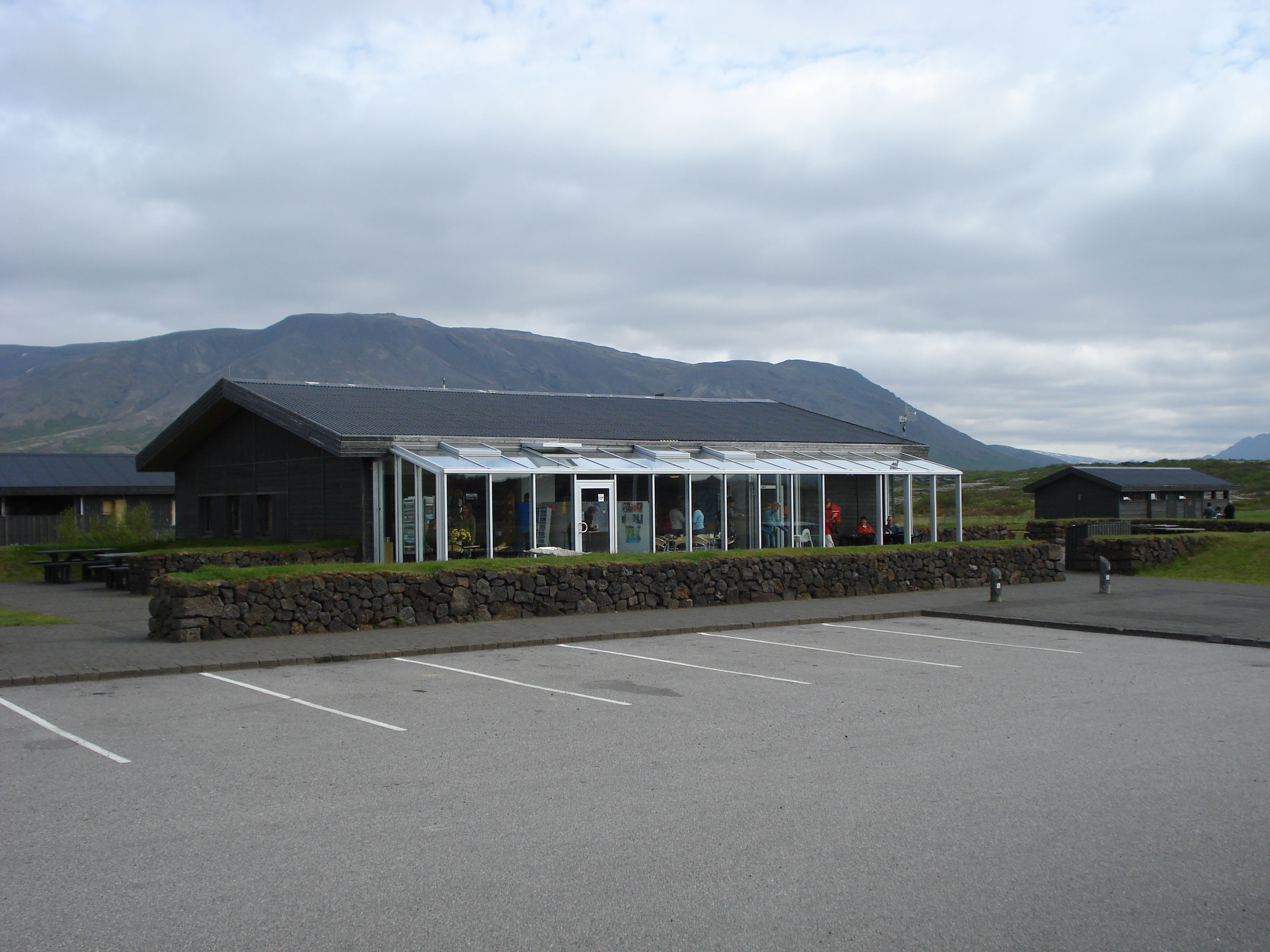
Centre d'information de Leirar.
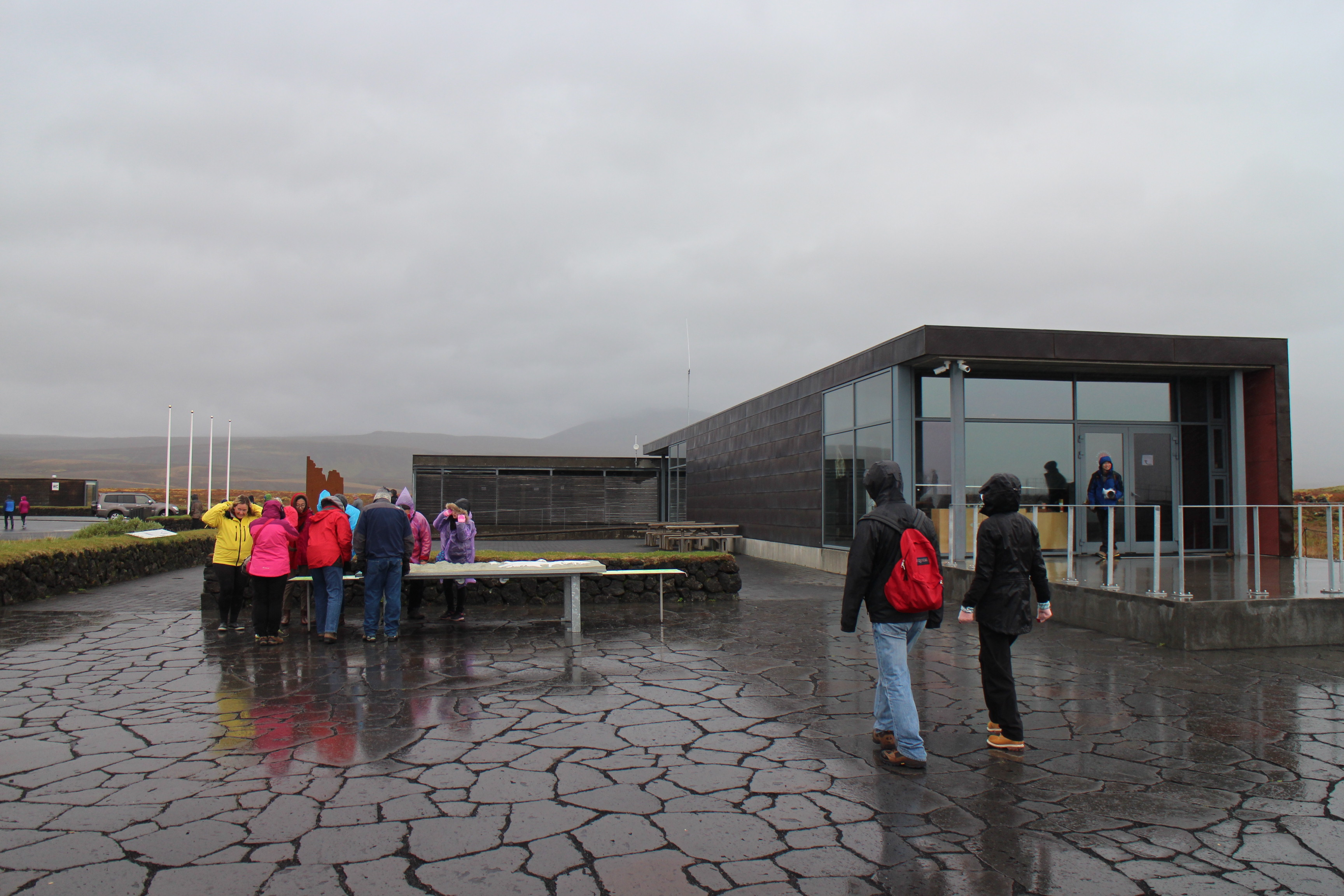
Centre des visiteurs à Hakið.
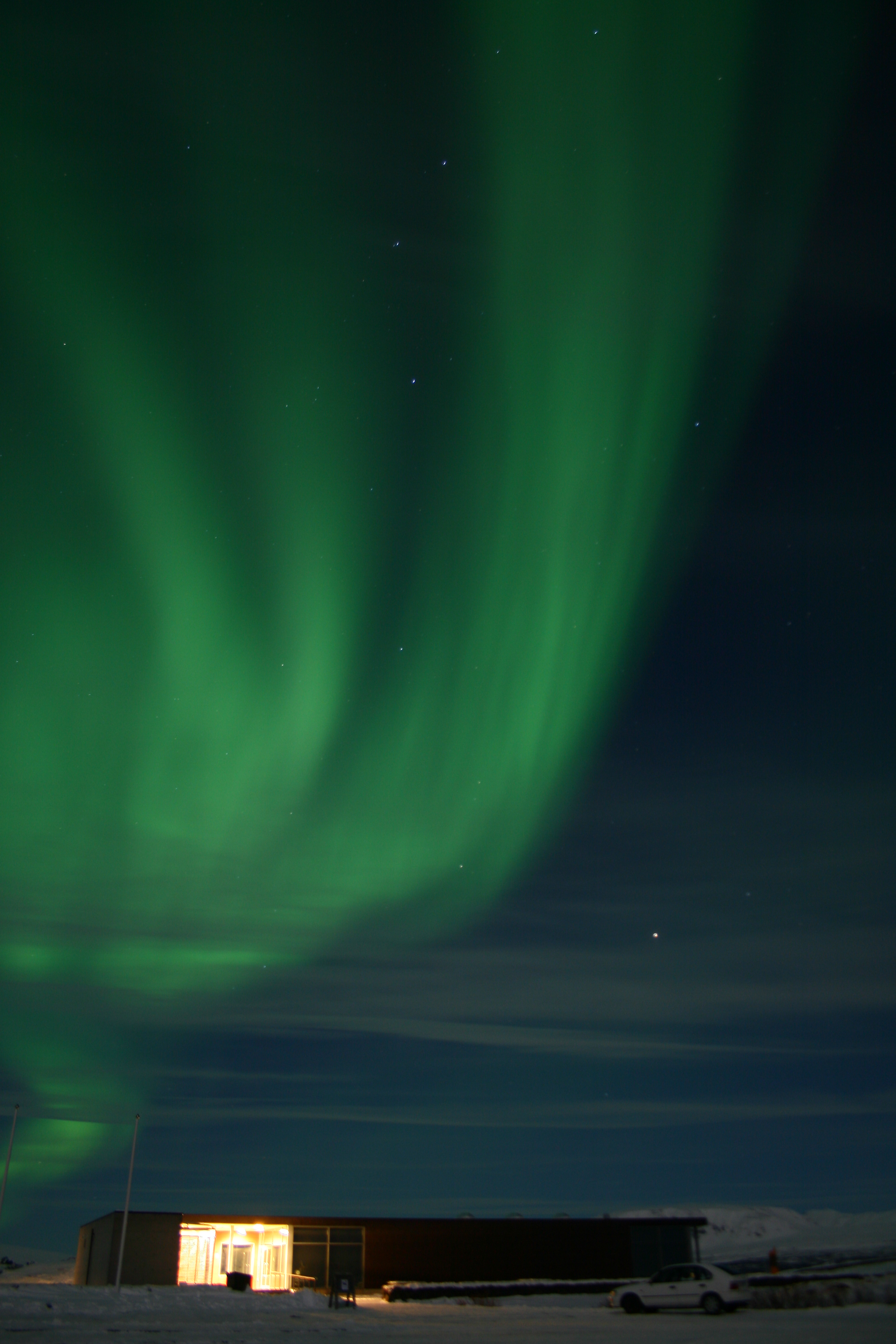
Aurore boréale au-dessus du parc.
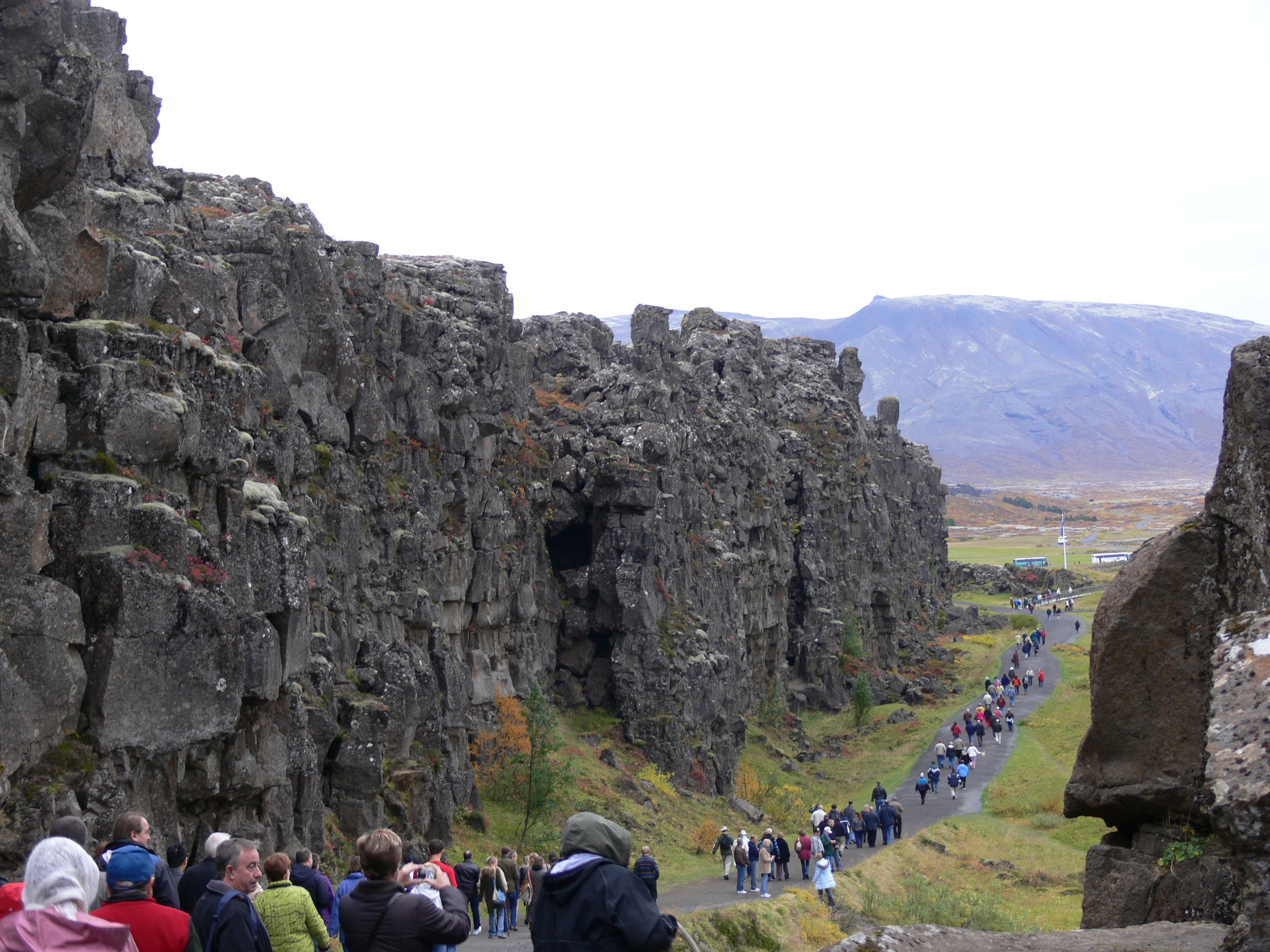
Flot de touristes dans la faille Almannagjá.
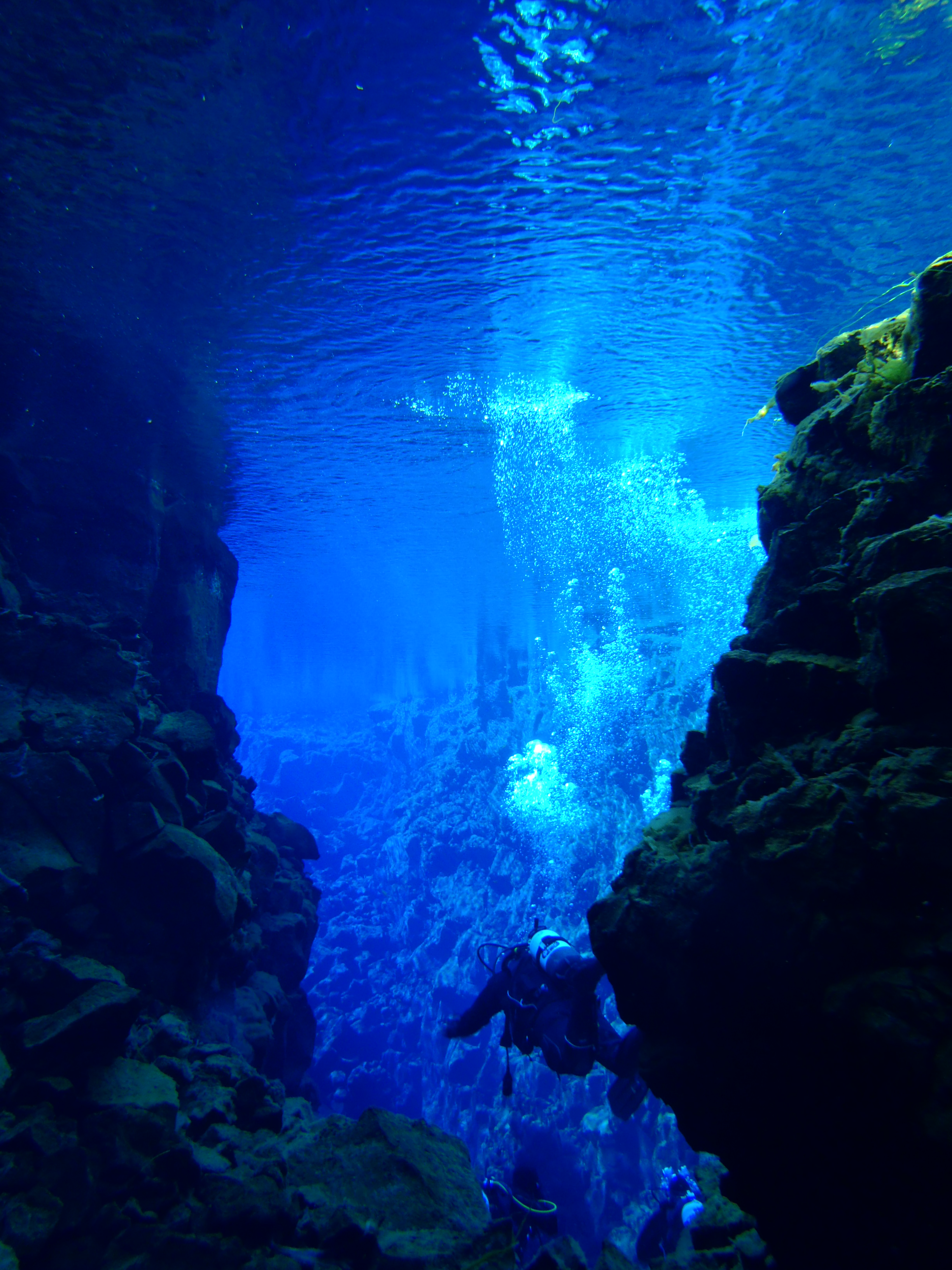
Plongée dans les eaux transparentes de Silfra.